# Chenopodium bontei
Chenopodium bontei är en amarantväxtart som beskrevs av Paul Aellen. Chenopodium bontei ingår i släktet ogräsmållor, och familjen amarantväxter. Inga underarter finns listade i Catalogue of Life.